# Markus Feldenkirchen

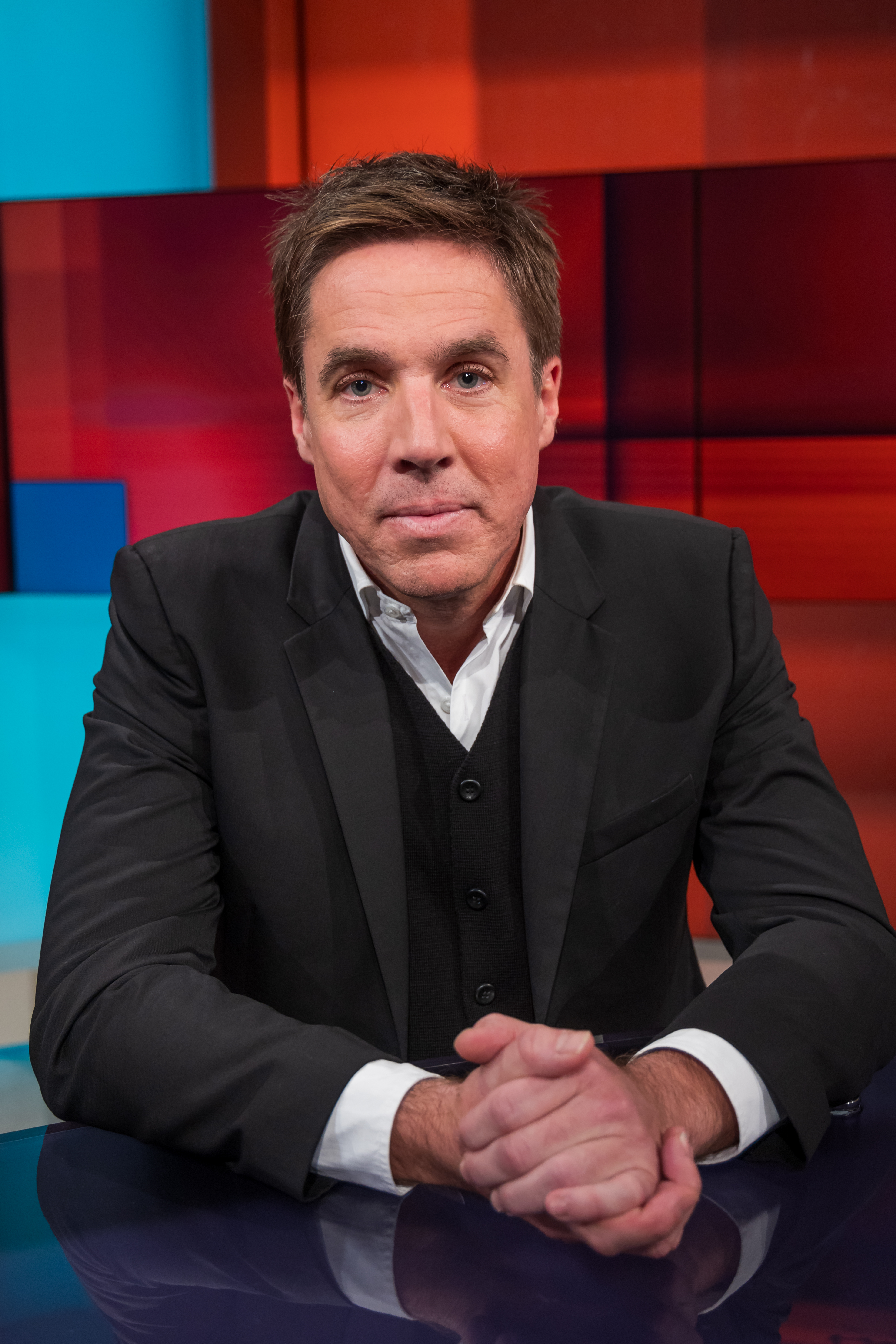
Markus Feldenkirchen, 2023

Markus Feldenkirchen (* 1. September 1975 in Bergisch Gladbach) ist ein deutscher Journalist, Schriftsteller, Filmemacher und Podcaster. Seit 2004 arbeitet er beim Spiegel.

## Leben

### Ausbildung
Markus Feldenkirchen studierte nach seinem Abitur am Albertus-Magnus-Gymnasium Bensberg in Bergisch Gladbach Politikwissenschaft, Geschichte und Literaturwissenschaften an der Universität Bonn und der New York University. Darauf folgte eine Ausbildung bei der Deutschen Journalistenschule in München, die er 2001 abschloss.

### Journalistische Tätigkeit
Von 2001 bis 2004 war Feldenkirchen Parlamentskorrespondent der Berliner Tageszeitung Tagesspiegel. 2004 wechselte er ins Hauptstadtbüro des Wochenmagazins Der Spiegel, wo er zunächst als Redakteur, ab 2006 als Reporter für Politik und ab 2007 als stellvertretender Leiter arbeitete. Vom Sommer 2010 an bekleidete er die Position des Autors im Hauptstadtbüro des Spiegel. Im Jahr 2014 wurde er US-Korrespondent des Magazins mit Sitz in Washington, D.C. Im September 2012 lief Feldenkirchens erster Film im deutschen Fernsehen, eine 45-minütige Dokumentation über Leben und Karriere von Wolfgang Schäuble (Titel Es ist, wie es ist).
Die letzten fünf Monate des Bundestagswahlkampfs 2017 begleitete Feldenkirchen den SPD-Politiker Martin Schulz auf fünfzig Terminen und veröffentlichte nach der Wahl die daraus entstandene Reportage im Spiegel. Das im November 2016 erschienene Porträt im New Yorker über einige der letzten Amtstage Barack Obamas diente dafür als Vorbild.
Bei ihrer Bewerbung für den Parteivorsitz der SPD als Doppelspitze begleitete Feldenkirchen Karl Lauterbach und Nina Scheer vom 4. September 2019 bis 12. Oktober 2019 zu vielen Regionalkonferenzen der SPD-Basis und veröffentlichte seine Reportage im Spiegel am 26. Oktober 2019.
Seit 2020 begegnet er in seinem ARD- und WDR-Fernsehformat Konfrontation: Markus Feldenkirchen trifft... jeweils einer prominenten Persönlichkeit aus der Politik. Feldenkirchen ist Co-Host des Podcasts Apokalypse & Filterkaffee. Seit 2022 moderiert er wöchentlich zusammen mit Yasmine M’Barek die Dienstagsausgabe des Podcasts, seit 2025 samstags das Format Presseklub. Von 2021 bis 2022 lieferte er sich wöchentlich ein Rededuell mit seiner Kollegin Dagmar Rosenfeld in der Phoenix-Sendung Rosenfeld/Feldenkirchen.

### Schriftstellerische Tätigkeit
2010 veröffentlichte Feldenkirchen im Verlag Kein & Aber seinen Debütroman Was zusammengehört. Er handelt von einem erfolgreichen, aber unglücklichen Banker, der durch den Erhalt eines Briefes an seine erste Liebe erinnert wird. Der Roman traf bei der Kritik auf ein positives Echo. Im Sommer 2013 erschien sein zweiter Roman, Keine Experimente, die Geschichte eines konservativen Mannes, der sich in eine unabhängige junge Frau verliebt und dadurch sein Wertegerüst ins Wanken bringt. Auch dieser Roman wurde positiv aufgenommen.

### Privates
Feldenkirchen ist römisch-katholisch. Er ist Fan von Borussia Mönchengladbach. Er ist mit der SZ-Journalistin Lara Fritzsche liiert.

## Werke
- Was zusammengehört, Roman, Kein & Aber, Zürich 2010, ISBN 978-3-0369-5575-9.; als Taschenbuch: Rowohlt Verlag, Reinbek bei Hamburg 2012, ISBN 978-3-499-25763-6.
- Keine Experimente, Roman, Kein & Aber, Zürich 2013, ISBN 978-3-0369-5671-8.
- Die Schulz-Story. Ein Jahr zwischen Höhenflug und Absturz. DVA, München 2018, ISBN 978-3-421-04821-9.
  - als Hörbuch: Die Schulz-Story. Ein Jahr zwischen Höhenflug und Absturz. John Verlag, München 2018, ISBN 978-3-942057-94-3.

## Auszeichnungen
- 2002 und 2015 wurde Feldenkirchen mit dem deutsch-amerikanischen Arthur F. Burns-Preis geehrt[23]
- 2007 Axel-Springer-Preis für junge Journalisten in der Kategorie „Print“ für den Artikel „1 plus 1 = null“[24]
- 2008 2. Preisträger des Transatlantischen Journalistenpreises USable[25]
- 2011 erhielt Feldenkirchen zusammen mit zehn weiteren Redakteuren des Spiegel den Henri Nannen Preis in der Kategorie „Besonders verständliche Berichterstattung (beste Dokumentation)“ für das Stück „Ein deutsches Verbrechen“ über den Luftangriff bei Kundus.[26][27]
- 2017 Journalist des Jahres des Medium Magazins[28]
- 2018 Nannen Preis für die beste Reportage (Egon-Erwin-Kisch-Preis) für Mannomannomann[29][30]